# Hattencourt
Hattencourt ist eine nordfranzösische Gemeinde mit 300 Einwohnern (Stand 1. Januar 2022) im Département Somme in der Region Hauts-de-France. Die Gemeinde liegt im Arrondissement Montdidier und gehört zum Kanton Roye.

## Geographie
Der von der Autoroute A1 und der Hochgeschwindigkeitsbahnstrecke des LGV Nord durchzogene Ort, der im Westen von der stillgelegten Bahnstrecke Chaulnes-Roye begrenzt wird, liegt rund 6,5 km südlich von Chaulnes an der Kreuzung der Départementsstraßen D132 und D161. In Hattencourt befindet sich ein französischer Soldatenfriedhof (Nécropole nationale).

## Geschichte
Der Ort wird im 14. Jahrhundert erstmals erwähnt. 1636 wurde er von den Truppen des Henri de La Tour d’Auvergne, vicomte de Turenne zerstört. Eine zweite Zerstörung erfolgte durch Bombardierungen im Ersten Weltkrieg. In der Zwischenkriegszeit wurde Hattencourt wieder aufgebaut. Die Gemeinde erhielt als Auszeichnung das Croix de guerre 1914–1918.

## Einwohner
| 1962 | 1968 | 1975 | 1982 | 1990 | 1999 | 2006 | 2010 |
| ---- | ---- | ---- | ---- | ---- | ---- | ---- | ---- |
| 327  | 263  | 241  | 242  | 224  | 237  | 244  | 248  |

## Verwaltung
Bürgermeister (maire) ist seit 2001 Jackie Lecoq.

## Sehenswürdigkeiten
- Kirche Saint-Médard
- Soldatenfriedhof